# Malpur
Malpur è una suddivisione dell'India, classificata come census town, di 6.510 abitanti, situata nel distretto di Aravalli, nello stato federato del Gujarat. In base al numero di abitanti la città rientra nella classe V (da 5.000 a 9.999 persone).

## Società

### Evoluzione demografica
Al censimento del 2001 la popolazione di Malpur assommava a 6.510 persone, delle quali 3.402 maschi e 3.108 femmine. I bambini di età inferiore o uguale ai sei anni assommavano a 792, dei quali 460 maschi e 332 femmine. Infine, coloro che erano in grado di saper almeno leggere e scrivere erano 4.689, dei quali 2.688 maschi e 2.001 femmine.